# Контуш, Сергей Михайлович
Сергей Михайлович Контуш (род. 16 октября 1937, Льгов, Курская область) — учёный-физик, профессор, доктор физико-математических наук, специалист по физике аэрозолей.

## Биография
Родился в городе Льгове в 1937 году.
Окончил физико-математический факультет Одесского государственного университета им. И. И. Мечникова в 1959 году.
Окончил аспирантуру и защитил кандидатскую диссертацию на кафедре теплофизики Одесского государственного университета им. И. И. Мечникова (ОГУ) в 1964 году, где впоследствии работал доцентом. В 1988 году защитил докторскую диссертацию в Ленинграде. Продолжил научную карьеру в качестве профессора ОГУ, а затем Одесского технологического института холодильной промышленности (ОТИХП). Руководил кафедрой физики ОТИХП и Проблемной лабораторией ОГУ.
Автор более 200 научных работ и более 10 изобретений.